# Mar Baum
Mar Baum (hebreu מר באום) és una pel·lícula israeliana del gènere comèdia negra, dirigida per Assí Dayan, que es va estrenar el 1997. La pel·lícula conclou la trilogia escrita i dirigida per Dayan, amb les pel·lícules anteriors: Ha-Chayim Al-Pi Agfa i Smicha Hashmalit Ushma Moshe. La comèdia de Hollywood L'home més enfadat de Brooklyn protagonitzada per Robin Williams i Mila Kunis està basada en el guió escrit per Assí Dayan per Mar. Baum.

## Argument
La pel·lícula segueix a Mickey Baum (Assí Dayan), un importador d'ulleres de sol de la Xina, a qui un metge li informa que té un càncer i que només li quedaven noranta-dos minuts de vida.
Durant l'última hora de Baum, viatja des de la clínica del metge al carrer de Basilea a una reunió amb un empresari xinès al Habima Cafe sobre un anunci d'ulleres de sol. Després de la reunió al cafè Bhima, va a la superfarmàcia de London Ministores per comprar paracetamol que podia prendre cinc minuts abans de morir. I a partir d'aquí n'hi ha prou amb portar la seva filla i la seva parella a l'examen psicomètric prop de la plaça Rabin a casa seva en un àtic als nord de Tel-Aviv.
Durant els seus viatges amb el cotxe Toyota Corona, intenta entendre la realitat en què viu i resumir la seva curta vida a través de visions pobres del seu futur i passat, que inclouen els que l'envolten, la seva família, companys i amics. Durant ells, n'hi ha prou per parlar amb la seva dona, que treballa en la producció de Live with Dan Shilon, amb el seu fill oficial, amb la seva mare i amb els seus coneguts.
Després d'arribar a casa seva, mentre la seva filla i la seva parella miren a la sala d'estar Melrose Place, el senyor Baum puja al dormitori, es dutxa i se'n va a dormir. Va morir a les 12:25 mentre dormia.
Al llarg de la pel·lícula es documenta el seu llarg recorregut fúnebre en el qual participen tots els personatges de la pel·lícula.

## Repartiment
| Actor                  | Personatge                |
| ---------------------- | ------------------------- |
| Assí Dayan             | Mickey Baum               |
| Shira Gefen            | Maya Baum (la seva filla) |
| Tomer Sharon           | Guy Baum (fill)           |
| Gil Alon               | Professor Ziv             |
| Idan Alterman          | Ranxo                     |
| Debi Basraglik         | un animal                 |
| Shirley Brenner        | ornament                  |
| Yosef Carmon           | Shmuel Green              |
| Rebecca Neumann        | Dalia Baum (dona)         |
| Karin Ophir            | Tamar                     |
| Sarit Sri              | Senyora Baum              |
| Moti Sharon            | Sasha                     |
| Exploracions de l'alba | Eran                      |
| Nathan Zahavi          | Shika                     |
| Adam Baruch            | Guia a l'exposició        |
| Aizen Bird             | secretari                 |
| Dori Ben Zeev          | Grossman                  |
| Uri Klausner           | Moisès                    |
| Shamil Ben Ari         | Levi Buskila              |

## Premis
La pel·lícula va guanyar dos premis Ofir, tots dos per Dayan, en les categories Millor guió i Millor actor. A la XIX edició de la Mostra de València va guanyar la Palmera d'Or a la millor pel·lícula i al millor guió.